# Casa di Ludovico Ariosto

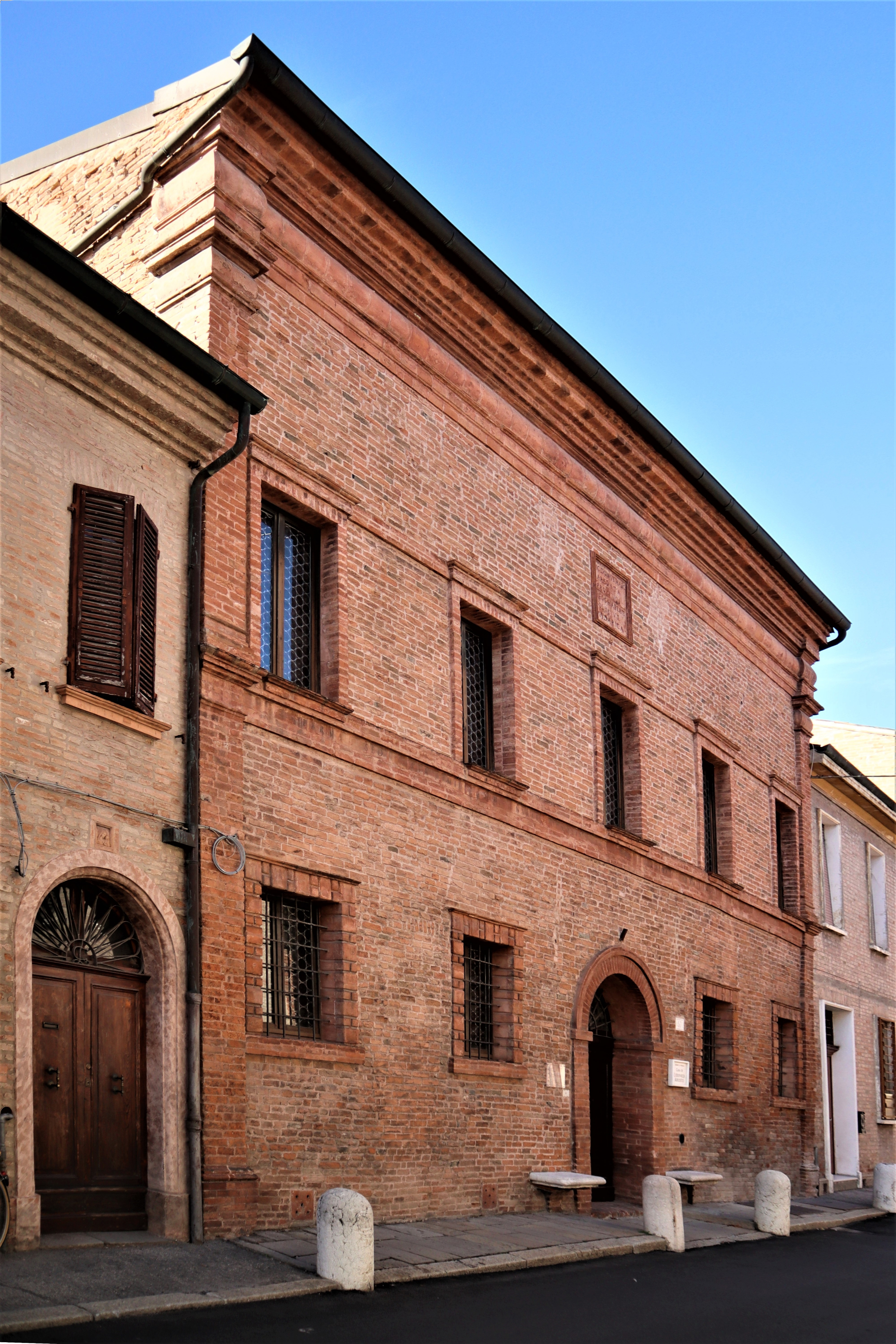
Fassade des Casa di Ludovico Ariosto

Die Casa di Ludovico Ariosto ist ein Stadthaus im Stile der Renaissance in Ferrara in der italienischen Region Emilia-Romagna. Es liegt in der Via Ariosto 67. Dort verbrachte der bekannte Autor die letzten Jahre seines Lebens.

## Geschichte
Das Gebäude ist in einfachem Sichtmauerwerk in dem für Ferrara typischen Terrakotta gehalten. Üblicherweise wird die Projektierung Girolamo da Carpi zugeschrieben. Ariosto selbst lieferte Informationen über die Umgestaltung seines Hauses, nachdem er dieses von den Erben der Bauherrn Bartolomeo Cavallieri erworben hatte.
Dort verbrachte Ariosto seine letzten Jahre und widmete sich der dritten und endgültigen Bearbeitung des Rasenden Rolands von 1532.

## Beschreibung

### Innenräume
Im Hauptgeschoss wurde ein kleines Museum eingerichtet, das dem großen Autor gewidmet ist: Dort finden sich ein Abguss seines Tintenfasses, sein Stuhl und zahlreiche Medaillen, auf denen er abgebildet ist, wie z. B. die, die in der Nähe seines Grabes gefunden wurde, als es 1801 inspiziert wurde. Im Korridor in der Mitte ist eine Kopie des „Rasenden Rolands“ ausgestellt, die Gustave Doré 1881 illustrierte. In dem Raum zur Linken, in sich ein eleganter, offener Kamin befindet, sind eine Büste und ein Porträt aus dem 19. Jahrhundert ausgestellt.
Neben dem Besuch des Museums werden dort Veranstaltungen, Buchpräsentationen, Ausstellungen zeitgenössischer Kunst und Konzerte geboten.

### Außenanlagen
Auf der Rückseite des Hauses gibt es einen Garten, den der Autor persönlich pflegte, sobald er das Anwesen erworben hatte. Auch dieser wird für Konzerte und temporäre Veranstaltungen genutzt.

## Fondazione Giorgio Bassani
In dem Gebäude ist auch der Sitz der Giorgio-Bassani-Stiftung.

## Bildergalerie

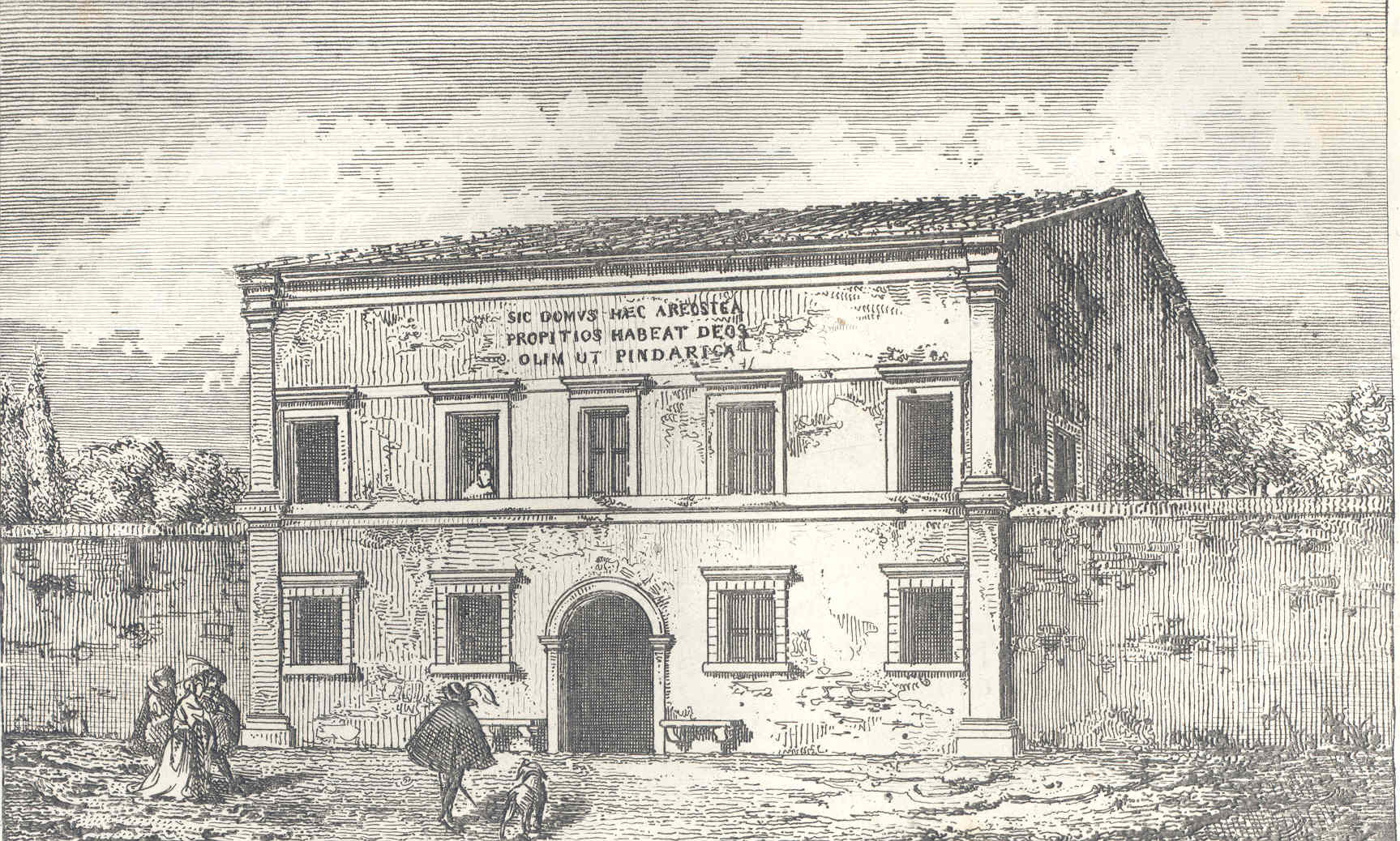
Das Haus auf einem Stich aus Omnibus Pittoresco
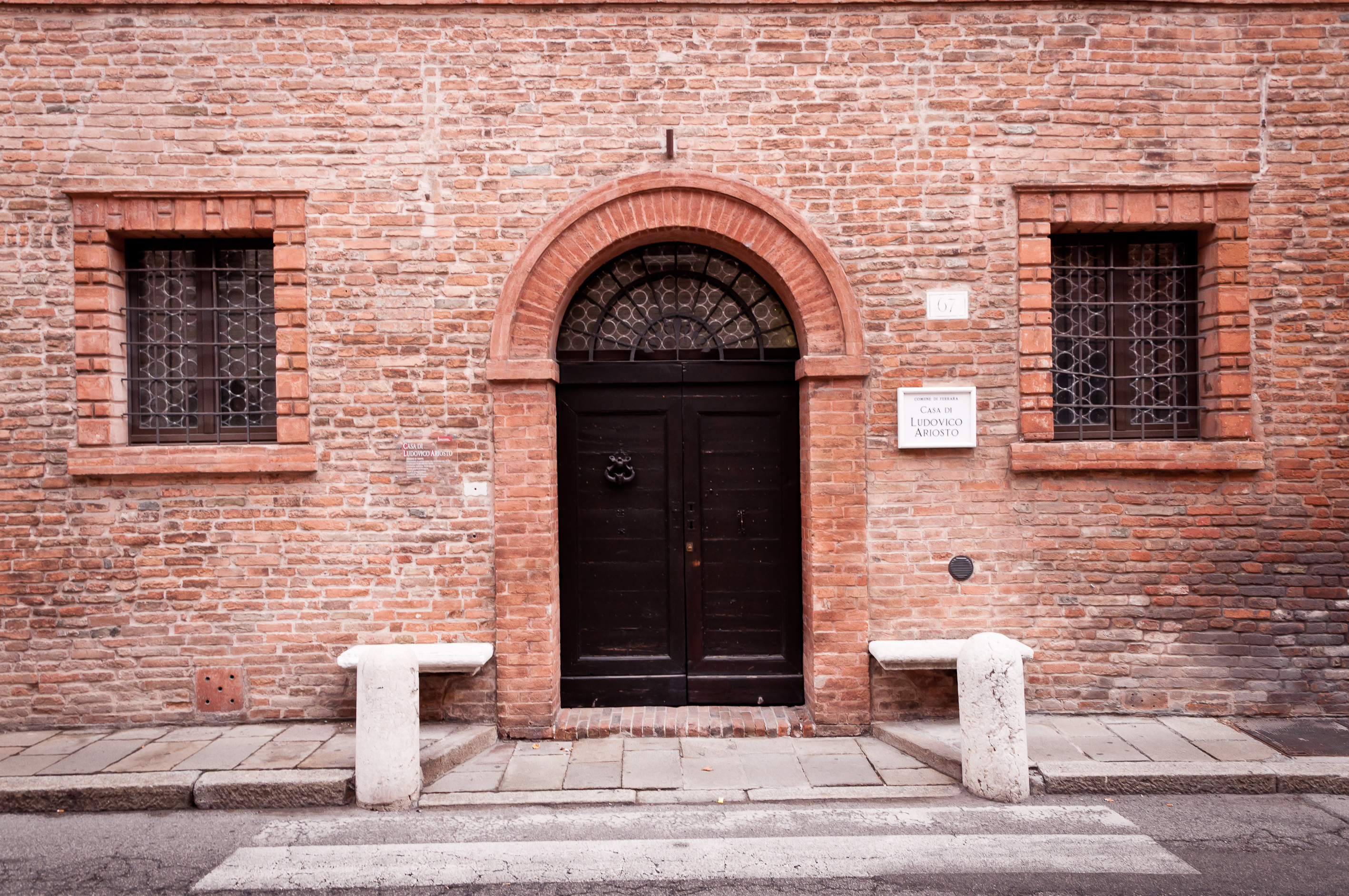
Eingangstor. Auf dem oberen Teil befindet sich die Inschrift
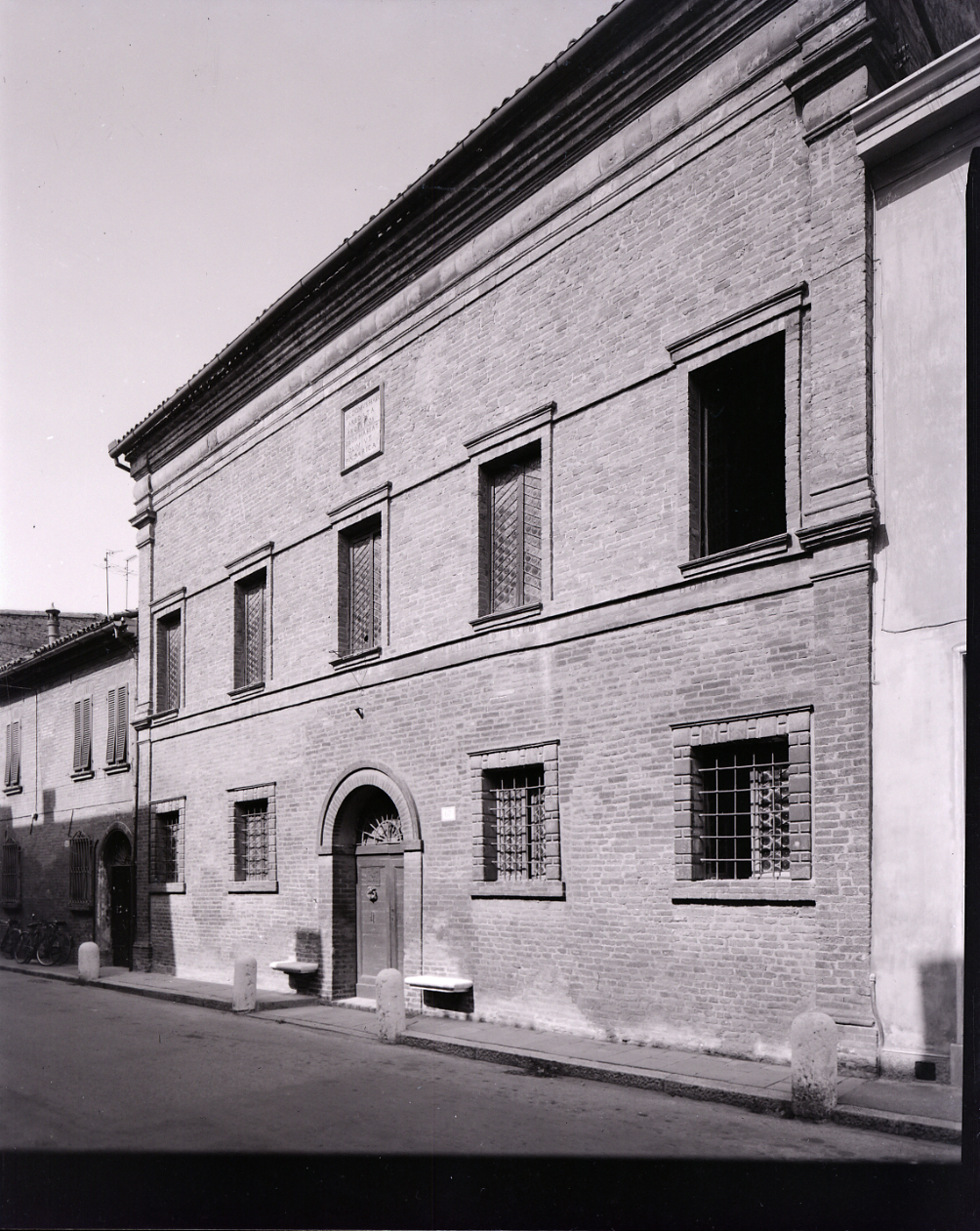
Ein Schnappschuss von Paolo Monti im Jahre 1965. Fondo Paolo Monti, Biblioteca Europea di Informazione e Cultura
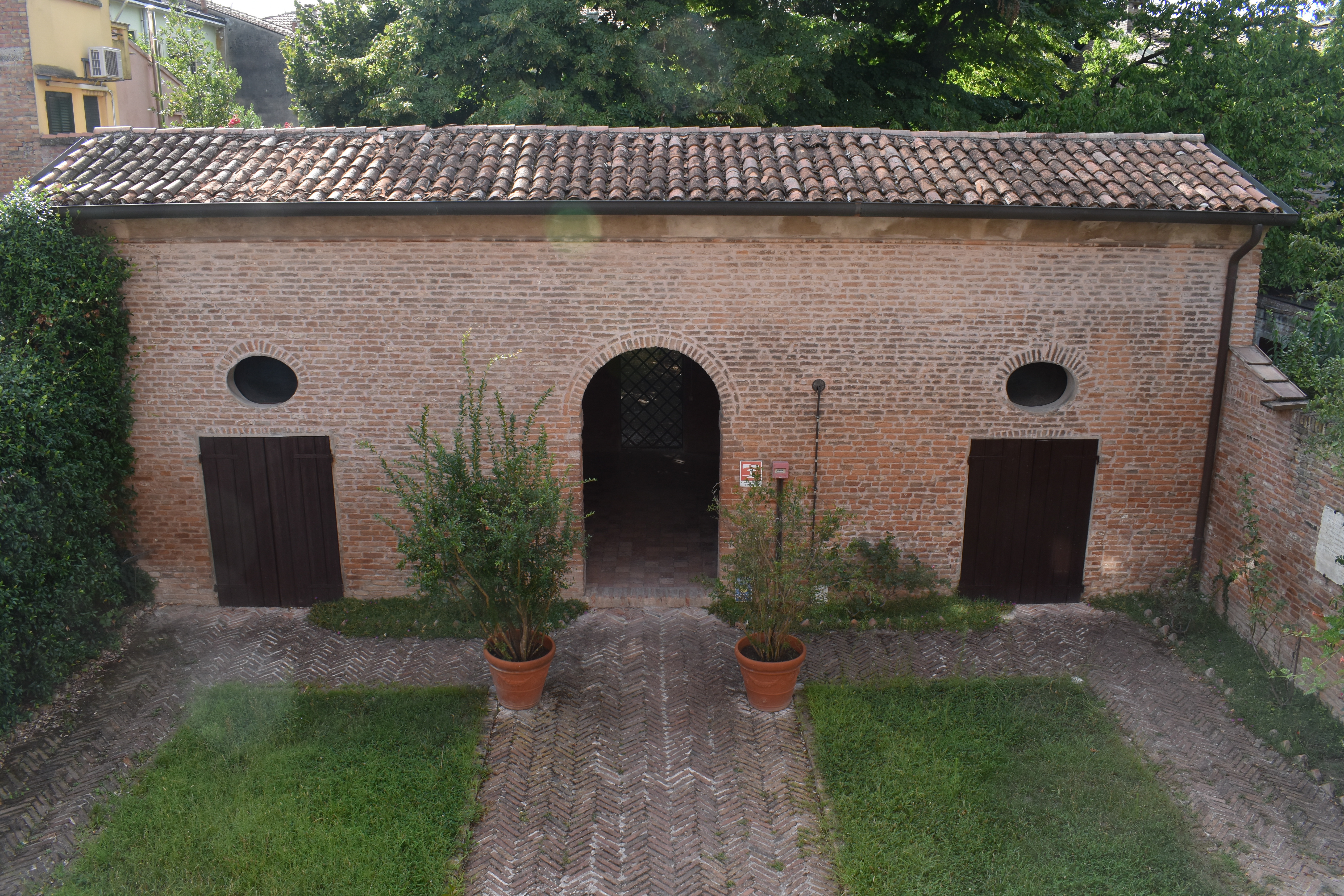
Innenhof